# 오렌지 혁명

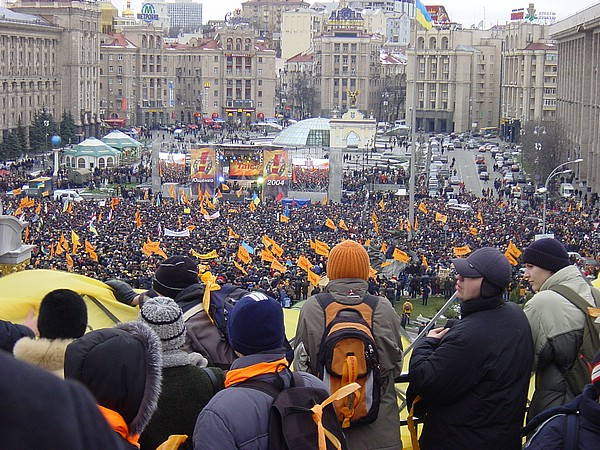

오렌지 혁명은 2004년 11월-12월에 발생한 우크라이나에서 빅토르 유셴코의 지지자들에 의한 일종의 정치적 시민저항이다. 이 혁명은 빅토르 유센코의 지지자들이 조직하고 추진했으며, 빅토르 야누코비치의 정치적 반대자들이 합세했다. 오렌지 혁명은 중앙선거 관리 위원회가 예비 결과에서 빅토르 야누코비치가 승리한 것으로 발표하면서 시작했다. 우크라이나 최고 재판소는 유권자들의 투표와 예비 집계 과정 중에 이러한 위반사실을 확인하고 중앙선거 관리 위원회의 선거 결과에 대한 발표를 취소하고 중앙선거관리위원회가 2차(결선)투표를 다시 거행하도록 명령했다. 이 명령으로 시위대는 우크라이나 정부가 최고재판소의 결정을 기다리도록 저지했으며, 최고 재판소의 결정을 근거로 대통령 선거 결선 재투표 진행을 성사시켰다. 재투표 결과 승리한 것은 빅토르 유센코이다. 이 저항은 서부와 중부 지역을 기반으로 했으며, 당시 집권 여당의 후보자(빅토르 야누코비치)는 우크라이나의 동부와 남부를 장악하고 있었다. 서방 각국의 여론은 우크라이나 야당(빅토르 유센코)의 편이였다. 일련의 유럽 국가의 국가정치지도자들이 대립하고 있는 양측의 협상 중재자로 나섰다.
이후 2014년 오렌지 혁명의 연장선상에 있는 유로마이단 혁명이 일어난다. 시위로 야누코비치 대통령이 도망치고 러시아에 지원을 요청함으로써 러시아 인이 거의 대부분인 크림반도의 긴장감이 최고조가 되었다. 친러 무장세력이 출현했으며 공항으로 러시아 군인들이 배치되고 러시아 군인들이 상륙함으로써 사실상 군사적 개입이 이루어졌다. 미국을 비롯한 서방은 예상한 것 이상의 러시아의 조치에 당황해서 러시아에게 군 철수를 요구하였으며 만약 러시아가 거부한다면 경제 제재와 이번 G8 회담 불참을 이행할 것을 밝히고 있다. 그리고 미국과 서방 언론들은 동유럽권에 대한 러시아의 세력확장을 견제 및 우크라이나의 친서방 임시정권을 지지하기 위해서 러시아를 질타하였다. 하지만 3월 1일 러시아 상원이 비상회의를 개최하여 푸틴 대통령이 제출한 우크라이나에서 군사력 사용 요청건을 승인함으로써 양측간의 군사적 충돌이 이뤄질 가능성이 높다.

## 결과
정권교체와 혁명과 연관된 극단적인 국가 대외정책에서의 방향 재설정이 벌어졌다. 그것은 많은 사람들, 주시하고 있던 사람들에게 색깔 혁명에 대해 말할 수 있는 이유를 제시했고 정권의 교체로 인해 색깔 혁명이 시작된 세르비아에서, 그리고 조지아에서 계속 진행된, 그리고 우크라이나에서 진행된 이유가 되었으며 또 이 세 나라들과의 유사성을 발견하려는 시도에 대한 원인이 되었다. 그리고 장차 색깔 혁명이 벌어질 것으로 지목된 나라의 각국 정권들은 색깔혁명이 자국에서 반복되지 않도록 일정한 여러 대응책을 강구했다.

## 상징
오렌지색은 우크라이나 혁명의 상징이다. 오렌지색은 독립 광장의 집회활동에 사용되기 이전부터, 젊은이들과 정치적 관심이 높은 주민들이 옷이나 장신구 등에 착용하였었다. 이후 오렌지색에 빅토르 유셴코의 상징이 더해졌다. 유셴코 선거 위원회는 자신들의 상징으로 오렌지색을 사용하였다. 오렌지색 바탕 위에 ‘Так!’ (러시아어로는 Да!, YES!라는 의미)이라는 로고를 새겨 넣었다. 유셴코의 지지자들은 혁명의 상징으로써 오렌지를 서로에게 선물했으며, 정적에게도 선물하였다.

## 같이 보기
- 색깔 혁명
- 유로마이단
- 일어나라, 우크라이나여!
- 장미 혁명
- 튤립 혁명
- 쿠치마 없는 우크라이나